# Burundi
Burundi (/bəˈrʊndi/ hoặc /bəˈrʌndi/), tên chính thức Cộng hòa Burundi (tiếng Pháp: République du Burundi, [buʁundi] hoặc [byʁyndi]) là một quốc gia ở phía đông châu Phi.

## Lịch sử
Vào thế kỷ XV, những người du mục Tutsi (còn gọi là người Watutsi), được xem là một dân tộc từ Ethiopia đến, bắt đầu cuộc chinh phục người Hutu. Họ thành lập vương quốc Mwami và thống trị theo thể chế quân chủ chuyên chế. Những người châu Âu đầu tiên đến thám hiểm vùng hồ Tanganyika từ năm 1858.
Vùng lãnh thổ này bị sáp nhập vào Đông Phi thuộc Đức năm 1891 và cùng nước láng giềng tạo thành lãnh thổ Rwanda-Urundi đặt dưới sự ủy trị của Bỉ từ sau Chiến tranh thế giới thứ I.
Năm 1962, Burundi giành được độc lập và trở thành vương quốc dưới sự cai trị của Quốc vương Mwami Mwambutsa IV thuộc sắc tộc Tutsi. Cuộc nổi loạn của người Hutu diễn ra vào năm 1965 dẫn đến sự trả đũa man rợ của người Tutsi. Năm 1966, Mwambutsa bị con trai là Ntaré truất phế. Đến lượt người này, Quốc vương Ntaré, lại bị một sĩ quan người Tutsi là Michel Micombero lật đổ trong cùng năm ấy. Cuộc xung đột sắc tộc giữa người Hutu và nhóm thiểu số người Tutsi dẫn đến tàn sát lẫn nhau (1972-1973). Năm 1976, trung tá J. B. Bagaza chỉ huy nhóm sĩ quan người Tutsi lật đổ Tổng thống M. Micombero. Năm 1987, Tổng thống J. B. Bagaza bị một sĩ quan người Tutsi là P. Buyoya lật đổ trong cuộc đảo chính quân sự. Cuộc xung đột sắc tộc lại xảy ra năm 1988.
Tiến trình dân chủ hóa được xúc tiến từ năm 1988, cán cân quyền lực giữa người Hutu và người Tutsi được quân bình.
Hiến pháp năm 1992 thông qua thể chế đa đảng. Năm 1993, Melchi N'Dadaye, đại diện đầu tiên của người Hutu đắc cử Tổng thống, nhưng N'Dadaye bị quân đội thuộc nhóm người Tutsi ám sát. Người kế nhiệm là Tổng thống C. Ntaryamira cùng Tổng thống Juvénal Habyarimana của Rwanda bị chết trong vụ nổ máy bay tại thủ đô Kigali (Rwanda) năm 1994. Bạo lực lại bùng nổ giữa quân đội người Tutsi và người Hutu.
Năm 1996, quân đội tiến hành cuộc đảo chính và đưa Tổng thống P. Buyoya trở lại cầm quyền. Hơn 200.000 người bị giết kể từ khi cuộc xung đột bắt đầu, cả quân đội người Tutsi và lực lượng nổi loạn người Hutu phải chịu trách nhiệm cuộc tàn sát này. Ông Nelson Mandela được chỉ định làm người trung gian hòa giải cho cuộc chiến này vào đầu năm 2000. Tháng 7 năm 2001, một Hiệp định hòa bình mong manh và thỏa thuận chia sẻ quyền lực được ký kết giữa Chính phủ và 18 phe nhóm chính trị, nhưng phe nổi loạn Hutu đấu tranh chống Chính phủ không đồng ý tham dự. Nội chiến lại tiếp tục trong năm 2002, những cố gắng nhằm ký một hiệp định ngừng bắn không đạt được thành công nào.
Tháng 7 năm 2005, Burundi đã bầu Hạ viện và Thượng viện theo chế độ đa đảng. Ngày 19 tháng 8 năm 2005, Hạ viện đã bầu ông Pierre Nkurunziza làm Tổng thống.

## Chính trị
Chính trị của Burundi diễn ra trong khuôn khổ của một nước cộng hòa tổng thống, với một hệ thống chính trị đa đảng.
Tổng thống vừa là nguyên thủ quốc gia và vừa lãnh đạo Chính phủ. Tổng thống được bầu trực tiếp bởi người dân theo một nhiệm kỳ 7 năm và có quyền tái cử 1 lần. Tổng thống bổ nhiệm Phó Tổng thống và Thủ tướng để giúp mình lãnh đạo các công việc hằng ngày của Chính phủ. Quyền hành pháp được trao cho chính phủ. Quyền lập pháp được cả chính phủ và lưỡng viện Quốc hội nắm giữ.
Quốc hội (tiếng Pháp: Assemblée nationale) có 118 thành viên, được bầu cho một nhiệm kỳ năm năm. Thượng viện (Senat) có 49 thành viên, được bầu cho một nhiệm kỳ năm năm trong bầu cử của hội đồng xã.
Tình hình chính trị xã hội của Burundi nhiều năm không ổn định do tranh giành quyền lực giữa hai bộ tộc chính người Hutu và Tutsi. Sau cuộc bầu cử năm 2005 đến nay, tình hình Burundi được cải thiện nhưng vẫn còn tồn tại những thách thức về an ninh và phát triển.

## Hành chính

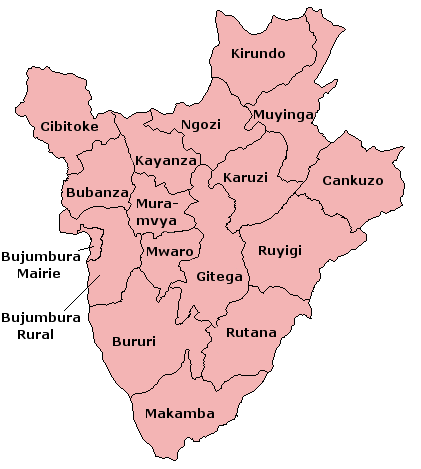
Bản đồ hành chính Burundi

Burundi được chia thành 17 tỉnh, 117 xã và 2.638 làng. Chính quyền cấp tỉnh được cấu trúc theo những ranh giới. Năm 2000, tỉnh Bujumbura được tách thành hai tỉnh, Bujumbura và Bunjumbura Mairie.
Các tỉnh là:
| - Bubanza - Bujumbura Mairie - Bujumbura Rural - Bururi - Cankuzo - Cibitoke - Gitega - Karuzi - Kayanza | - Kirundo - Makamba - Muramvya - Muyinga - Mwaro - Ngozi - Rutana - Ruyigi |

## Địa lý
Quốc gia ở Trung Phi, Bắc giáp Rwanda, Đông và Nam giáp Tanzania, Tây giáp Cộng hòa Dân chủ Congo và hồ Tanganyika. Đất nước nằm trong đất liền, phần lớn lãnh thổ là đồi núi và cao nguyên.

### Khí hậu
Burundi nằm trong vùng khí hậu xích đạo. Các vùng thấp ở rìa phía Bắc và phía Đông nóng ẩm, vùng cao nguyên và núi có khí hậu ôn hòa hơn. Nhiệt độ trung bình hàng năm từ 17 độ C đến 23 độ C. Lượng mưa trung bình khoảng 1.500 mm/năm, mùa mưa từ tháng 2 đến tháng 5 và từ tháng 9 đến tháng 11, mùa khô từ tháng 6 đến tháng 8 và từ tháng 12 đến tháng 1.

### Môi trường
Năm 2020, diện tích rừng tại Burundi chiếm khoảng 11% tổng diện tích đất, tương đương 279.640 ha, tăng nhẹ so với 276.480 ha vào năm 1990. Trong đó, rừng tái sinh tự nhiên đạt 166.670 ha và rừng trồng là 112.970 ha. Khoảng 23% diện tích rừng tái sinh tự nhiên được xác định là rừng nguyên sinh. Khoảng 41% tổng diện tích rừng nằm trong các khu bảo tồn. Toàn bộ diện tích rừng được báo cáo là thuộc sở hữu công vào năm 2015.
Đất bị xói mòn do chăn thả quá mức và mở rộng nông nghiệp; nạn phá rừng (diện tích rừng bị thu hẹp do không kiểm soát được tình trạng khai thác gỗ bừa bãi); nguy cơ thú rừng bị tuyệt chủng do mất nơi cư trú.

## Kinh tế
Trong giai đoạn năm 1993 – 1999, do các cuộc nội chiến liên miên và lệnh cấm vận của nước ngoài (1996), GDP của Burundi giảm đi 20%, tỷ lệ vốn đầu tư giảm từ 18% xuống còn 6% và lạm phát năm 1999 lên tới 21%. Cuộc nội chiến kết thúc cùng với tình hình chính trị ổn định đã thúc đẩy sự tăng trưởng kinh tế và sự giúp đỡ từ bên ngoài. Tuy nhiên, nước này vẫn phải đối mặt với rất nhiều khó khăn do tình trạng nghèo đói, thất học, sự yếu kém trong quản lý hành chính và hệ thống luật pháp còn lỏng lẻo.
Burundi là một nước nông nghiệp lạc hậu. Ngành kinh tế lớn nhất là nông nghiệp với trên 90% dân số sống bằng nghề nông. Burundi có các loại khoáng sản quý như kim cương, vàng, niken, coban, platin, urani, wolfram... thu nhập từ kim cương chiếm 10% tổng giá trị hàng xuất khẩu.
Burundi là một trong những nước nghèo nhất thế giới. Công nghiệp kém phát triển chủ yếu là chế biến các sản phẩm nông nghiệp. Nền kinh tế chủ yếu là nông nghiệp chiếm khoảng 35% GDP và sử dụng hơn 90% dân số. Burundi xuất khẩu chính là cà phê và chè, chiếm 90% thu nhập ngoại tệ. Mặc dù GDP Burundi tăng khoảng 4% hàng năm từ 2006 đến nay, nhưng hiện tại, đang tiềm ẩn những yếu kém (tỷ lệ đói nghèo cao, hệ thống pháp luật yếu, mạng lưới giao thông kém, các tiện ích quá tải, và năng lực hành chính thấp...) mang đến nguy cơ phá hoại kế hoạch cải cách kinh tế của Chính phủ Burundi. Burundi đang phụ thuộc nhiều vào viện trợ từ các nhà tài trợ song phương và đa phương.
Burundi là nước nghèo tài nguyên, công nghiệp kém phát triển. Kinh tế chủ yếu dựa vào trồng trọt (cà phê, ngô, đậu, lúa miến, chè, bông vải, dầu cọ) và chăn nuôi (dê, cừu, bò). Khoảng 90% dân số sống nhờ vào nông nghiệp. Các mặt hàng xuất khẩu gồm cà phê, chè và chuối. Kinh tế phụ thuộc rất nhiều vào xuất khẩu cà phê (chiếm đến 80% ngoại tệ thu được) Vì vậy khả năng thanh toán hàng hóa nhập khẩu không ổn định, tùy vào thị trường cà phê thế giới. Từ tháng 10 năm 1993, đất nước này trải qua những cuộc bạo động, xung đột lớn về sắc tộc làm khoảng 250.000 người chết và 800.000 người mất nhà cửa. Thực phẩm, thuốc men, điện nước không đủ đáp ứng.
- Tài nguyên thiên nhiên có kim cương, vàng, nikel, uranium, platinum, wolfram...
- Cơ cấu kinh tế: Nông nghiệp 33,3%, Công nghiệp 21%, Dịch vụ 45,8% 
- Mặt hàng xuất khẩu: chủ yếu là cà phê, chè, bông và đường.
- Mặt hàng nhập khẩu: gạo, vải vóc, xăng dầu, thực phẩm. 
- Bạn hàng nhập khẩu: Ả Rập Xê Út, Kenya, Nhật Bản, Trung Quốc, Nga. 
- Bạn hàng xuất khẩu: Thụy Sĩ, EU, Pakistan, Rwanda, Ai Cập.
- Burundi hiện là thành viên các tổ chức kinh tế IMF, WTO, COMESA.
GDP: 1,469 tỉ USD (2010)
GDP bình quân đầu người: 131 USD (2010)
Tỷ lệ tăng trưởng GDP: 3,9% (2010)

## Dân số
Dân số Burundi hiện nay khoảng 10.216.190 (2010). Dân số Burundi chủ yếu sống ở nông thôn, trong khi 11% dân số sống ở khu vực đô thị vào năm 2010. Mật độ dân số khoảng 315 người trên mỗi km vuông, là nước có mật độ dân số cao thứ hai trong tiểu vùng Sahara. Khoảng 85% dân số là người Hutu, 15% là người Tutsi, và ít hơn 1% là người Pygmy. Burundi có mức sinh cao thứ năm trên thế giới, tại 6,08 con sinh ra / người phụ nữ (2012 ước tính).

## Tôn giáo
| Tôn giáo tại Burundi | Tôn giáo tại Burundi | Tôn giáo tại Burundi | Tôn giáo tại Burundi | Tôn giáo tại Burundi |
| -------------------- | -------------------- | -------------------- | -------------------- | -------------------- |
| tôn giáo             | tôn giáo             |                      | tỷ lệ                | tỷ lệ                |
| Công giáo Roma       | Công giáo Roma       |                      | 65%                  | 65%                  |
| Tin Lành             | Tin Lành             |                      | 26%                  | 26%                  |
| Tín ngưỡng           | Tín ngưỡng           |                      | 5%                   | 5%                   |
| Hồi giáo             | Hồi giáo             |                      | 3%                   | 3%                   |
| Khác                 | Khác                 |                      | 1%                   | 1%                   |
| Vô thần              | Vô thần              |                      | 1%                   | 1%                   |

Ước tính Kitô giáo chiếm 75% dân sô trong đó Công giáo La Mã là nhóm lớn nhất chiếm 60%. Tin Lành và Anh giáo chiếm 15% còn lại. Ước tính có khoảng 20% dân số tuân thủ các niềm tin tôn giáo bản địa truyền thống. Dân số Hồi giáo được ước tính ở mức 5%, đa số sống ở các vùng đô thị. Người Sunni chiếm đa số dân số Hồi giáo, còn lại là Shi'a.